# Preaek Prasab
Preaek Prasab es uno de los cinco distritos que forman la provincia camboyana de Kratié, con una población estimada en marzo de 2019 de 64 466 habitantes. Está dividido en las siguientes comunas (khum), que se muestran asimismo con población estimada de 2019:
- Chambak 6,893
- Chrouy Banteay 12,126
- Kampong Kor 5,333
- Kaoh Ta Suy 1,151
- Preaek Prasab 14,460
- Ruessei Kaev 5,840
- Saob 11,456
- Ta Mau 7,207[1]